# شرفلية
الشرفلية (الاسم العلمي: Scherffelia) هي جنس من طحالب خضراء تتبع فصيلة الخضرية المتشجرة من رتبة الخضريات المتشجرة.

## أنواع الشرفلية
- شرفلية غامضة
- شرفلية قرنية
- شرفلية محززة
- شرفلية مشوهة
- شرفلية مضلعة